# Stäppvarg
Stäppvarg, Canis lupus campestris, är en av 38 underarter av gråvarg. Den förekommer i delar av den palearktiska regionen, framför allt i Centralasien.
Det tyska namnet är Steppenwolf och har lånat sitt namn till den tyske författaren Hermann Hesses roman Stäppvargen.

## Geografisk utbredning
Stäppvargen förekommer i stäppregionerna vid Kaspiska havet i Kaukasien och kallas därför stundom också “kaspiska havsvargen” (Caspian Sea wolf). Den förekommer också i Volga-regionen, södra Kazakstan vid Emba-floden, i norra Uralbergen och i stäppregionerna inom de europeiska delarna av gamla Sovjetunionen. Stäppvargen förekommer också emellanåt I norra Afghanistan och Iran och undantagsvis på stäpperna i Rumänien och Ungern.

## Taxonomi
Stäppvargen klassificerades som en underart av gråvarg, C. l. campestris 1804 av den ryske naturalisten Ivan Dwigubski.
Rueness et al. (2014) visade att vargarna i Kaukasusbergen av den förmodade kaukasiska underarten C. l. cubanensis inte skiljer sig tillräckligt för att kunna ses som en egen underart. Den ses numera som en lokal variant, men inte till underarten stäppvarg utan till C. l. lupus, dvs. den euroasiatiska vargen.
I Kazakstan håller byborna stäppvargen som vakthundar.
Bland zoologerna finns också uppfattningen spridd att Canis lupus campestris, Canis lupus bactrianus, Canis lupus cubanensis och Canis lupus desertorum som tillhöriga en och samma underart.

## Beskrivning
Stäppvargen är en genomsnittligt stor varg och väger 35–40 kg. Den är därmed något mindre än den euroasiatiska vargen, C. l. lupus, med en päls som är glesare, grövre och kortare. Kroppens sidor är ljust gråa, ryggen är rostigt grå eller brunaktig, med inslag av svarta pälshår. Vid manken är pälshåren vanligtvis inte längre än 70–75 mm. Hos stäppvargar i Kazakstan och det sovjetiska Centralasien är pälsen vanligtvis något rödaktig i tonen. Svansen är gles på pälshår. Kraniet hos en stäppvarg är 224–272 mm långt och 128–152 mm brett.
Stäppvargar har vid flera tillfällen rapporterats med att döda betydligt fler kaspiska sälar än vad de kan äta.
Stäppvargen misstas ofta med den mongoliska vargen.